# Christian Christie

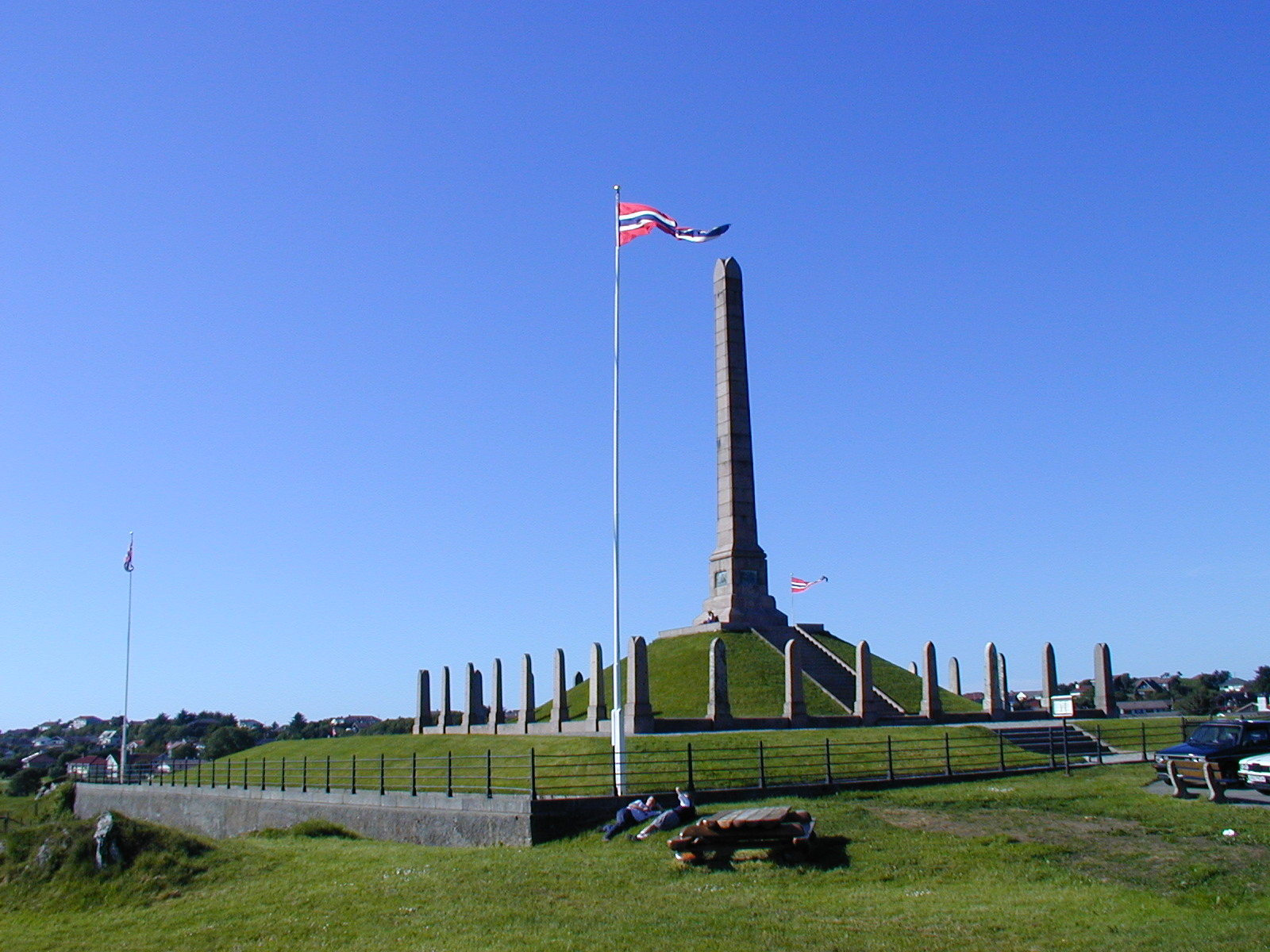
Det norska riksmonumentet i Haraldshaugen i Haugesund till minne av Harald Hårfagers samling av Norge, 1872.

Eilert Christian Brodtkorb Christie, född 24 december 1832 i Bergen, död 13 september 1906 i Trondhjem, var en norsk arkitekt, brorson till Wilhelm Frimann Koren Christie.
Christian Christie studerade arkitektur vid de polytekniska skolorna i Hannover och Karlsruhe, var 1855-58 lärare vid teckningsskolan i Bergen och flyttade sedermera till Kristiania, där han dels var lärare vid konst- och teckningsskolan, dels verkade som arkitekt. 1859-62 reste han omkring i landet med understöd av Foreningen til norske Fortidsmindesmærkers Bevaring för att avrita lämningar av medeltidens konst och arkitektur.
Christie utarbetade förslag till restaurering av flera äldre byggnadsverk, såsom Stavangers domkyrka, Mariakyrkan och domkyrkan i Bergen samt Haakonshallen där, men ledde även utförandet av flera offentliga och privata byggnader. I sina kyrkritningar upptog han de gamla nationella stavkyrkornas byggnadssätt och utsmyckning.
Hans mest betydande verk är återuppförandet av Trondhjems domkyrka, det förnämsta byggnadsminnet i Norge. Sedan 1872 ledde han detta stora arbete, som erbjöd betydande svårigheter såväl i tekniskt som i konsthistoriskt avseende. Största delen av byggnadens detaljer hade nämligen gått förlorad eller blivit spridd på olika platser, och stora delar av den ursprungliga kyrkan var försvunna. Från denna befattning tog han avsked 1905. Sedan 1884 var han ledamot av svenska konstakademien.